# Жгенти, Ясон Амбросиевич
Ясон Амбросиевич Жгенти — советский государственный и политический деятель, полковник госбезопасности.

## Биография
Родился в 1902 году в селе Квалити. Член КПСС с 1932 года.
С 1918 года — на хозяйственной, общественной и политической работе. В 1918—1954 гг. — крестьянин, красноармеец, крестьянин, заведующий военным столом Горийского горвоенкомата, уполномоченный Горийского райотдела ГПУ, начальник Цагерского, Кварельского, Кобулетского, Амбролаурского, Чохатаурского райотделов НКВД Грузинской ССР, начальник УНКВД Юго-Осетинской АО, начальник 3-го отдела УГБ НКВД, нарком госбезопасности Абхазской АССР, начальник Кутаисского горотдела НКГБ-НКВД, начальник отдела по борьбе с бандитизмом, отдела оперрозыска, тюремного отдела МВД Грузинской ССР, начальник управления милиции Грузинской ССР.
Умер после 1954 года.